# Johann Heinrich Pott
Johann Heinrich Pott est un chimiste et médecin allemand, né à Halberstadt le 6 octobre 1692, mort à Berlin le 29 mars 1777. 

## Biographie
Il abandonne l’étude de la théologie pour celle de la médecine et de la chimie, reçoit à Halle des leçons de Stahl et d’Hoffmann, obtient le diplôme de docteur (1716) et, après avoir pratiqué pendant trois ans la médecine dans sa ville natale, il se rend à Berlin, où il devient successivement membre de l’Académie des sciences, professeur de chimie théorique et pratique au Collegium Medicum et directeur des pharmacies royales. À la suite de violentes discussions avec plusieurs de ses collègues, il donne sa démission de membre de l’Académie. 
C’est un savant laborieux, qui emploie une grande partie de son temps à faire des expériences de chimie, dont il s’empresse de livrer les résultats au public, et qui prend une grande part à l’établissement de la fabrique de porcelaine de Berlin. 
Il perfectionne le procédé employé pour la rectification de l’éther sulfurique et trouve la composition d’un tombac ou demi-or plus malléable que le pinchbeck anglais. 

## Œuvres
Ses principaux ouvrages sont : Observationum et animadversionum chymicarum collectio (Berlin, 1739-1741, 2 vol.) ; Recherches chimiques sur la litho-géognosie (Potsdam, 1746-1757, 3 vol.), livre sur l’emploi des terres dans l’art du potier, lequel a été traduit en français par Montamy sous le titre de Litho-géognosie (Paris, 1753, 2 vol. in-12); Animadversiones circa varias hypotheses et experimenta Elleri (Paris, 1756, in-4°) ; Particularités importantes et entièrement nouvelles de la physique et de la chimie (Paris, 1762, in-4°) ; Traité physicochimique du sel d’urine (Berlin, 1787).

## Source
« Johann Heinrich Pott », dans Pierre Larousse, Grand dictionnaire universel du XIXe siècle, Paris, Administration du grand dictionnaire universel, 15 vol., 1863-1890 [détail des éditions].